# Mariana Weickert
Mariana Müller Weickert (Blumenau, 17 de fevereiro de 1982) é uma apresentadora e ex-modelo brasileira.

## Carreira

### Modelo
Mariana começou a carreira de modelo em 1996, aos quatorze anos, mudando-se para a Europa para trabalhar. Desfilou e fez campanhas para grifes como Alexander McQueen, Calvin Klein, Chanel, Ralph Lauren, Gucci, Roberto Cavalli, Stella McCartney, Marc Jacobs, Givenchy, Louis Vuitton, Versace, Fendi e Armani, entre outras. Fez editoriais e capas para a "W", "The Face", "Visionaire", "FAB Magazine", "Vogue" inglesa, "Vogue" América entre muitas outras.
Em 2001 ilustrou o mês de maio do calendário Pirelli, fotografada por Mario Testino.
Em 2005, aos 23 anos, decidiu retornar ao Brasil para focar na carreira de apresentadora, colocando a carreira de modelo como segundo plano.

### Apresentadora de TV
De 2011 a 2013, foi apresentadora do programa Vamos combinar seu estilo, do canal GNT.
Desde 2019, é “repórter de vivências” do programa Domingo Espetacular, da RecordTV.

## Vida pessoal
É descendente de alemães.
Sua primeira filha chama-se Thereza.
Em 26 de junho de 2020 nasce Felipe, segundo filho de Mariana com o marido, o empresário Arthur Ferraz Falk.

## Filmografia

### Televisão
| Ano           | Título                 | Cargo         | Nota        | Emissora          |
| ------------- | ---------------------- | ------------- | ----------- | ----------------- |
| 2005          | MTV Pé na Areia        | Apresentadora |             | MTV Brasil        |
| 2006–07       | Saca-Rolha             | Apresentadora |             | Rede 21           |
| 2008          | Dança dos Famosos      | Participante  | Temporada 5 | TV Globo          |
| 2008–10       | GNT Fashion            | Repórter      |             | GNT               |
| 2011–13       | Vamos Combinar         | Apresentadora |             | GNT               |
| 2013–16       | A Liga                 | Apresentadora |             | Rede Bandeirantes |
| 2014–18       | Desafio da Beleza      | Apresentadora |             | GNT               |
| 2015–18       | S.O.S - Salvem o Salão | Apresentadora |             | GNT               |
| 2019–presente | Domingo Espetacular    | Repórter      |             | RecordTV          |